# Дольник
До́льник (ранее иногда употреблялся термин паузник) — стихотворный размер, занимающий промежуточное положение между силлабо-тонической и тонической системами стихосложения; в отличие от силлабо-тонических размеров не имеет метра и, соответственно, стоп; в отличие от разновидностей тонического стиха в дольнике упорядочено не только число сильных слогов в строке (иктов), но и количество междуиктовых интервалов — 1 или 2. «Основной признак дольников: интервалы между иктами переменны, то два слога, то один, обычно с преобладанием 2-сложных, что создает ощутимую инерцию 3-сложников»; «доли в дольниковой строке могут быть то двусложны, то трёхсложны. Поэтому мы называем дольник переходной формой от силлабо-тоники к чистой тонике и измеряем в нём длину стиха не числом стоп, а числом сильных мест (иктов), слабые интервалы между которыми колеблются от 1 до 2 слогов». Распространённое ныне понимание термина утвердилось далеко не сразу: например, в Литературной энциклопедии 1929—1939 А. П. Квятковский, разрабатывавший свою альтернативную терминологию, предлагал называть дольником и более расшатанный стих, в котором величина междуиктового интервала колеблется от 0 до 2.
Общая формула дольника: X Ú X Ú X Ú и т. д. (Ú — ударные слоги, X — безударные; величина X — переменна; X = 1, 2). В зависимости от числа ударений в строке различают двухударный (или двухиктный) дольник, трёхударный (трёхиктный), четырёхударный и т. д. Такой вид стиха характерен для языков с тоническим стихосложением и очень часто встречается в английской, русской, немецкой поэзии. Можно различать целый ряд модификаций дольника, в зависимости от числа ударений в строке. Согласно М. Л. Гаспарову, наиболее популярными в русской поэзии стали трёх- и четырёхиктный дольники, хотя нередко встречаются модификации дольника, где не соблюдено равное число ударений (так называемые разноударные дольники, характерные, в частности, для Маяковского) или налицо единичные отступления от общей формулы в виде междуиктовых интервалов в 3 или 0 слогов (по В. Е. Холшевникову такие «неурегулированные дольники» являются «переходной формой от дольника к тактовику»).
Первые эксперименты с дольником встречаются уже в творчестве Г. Р. Державина, например, в оде «На взятие Варшавы» (1795); поэты XIX столетия обращались к дольнику спорадически, главным образом при имитации русского народного стиха и в переводах немецких стихотворений, написанных этим размером. Расцвет дольников в русском стихосложении начинается в период Серебряного века, когда к нему обращается целый ряд крупнейших русских поэтов (Брюсов, Гиппиус, Блок, Ахматова, Гумилёв, Есенин и другие).
Разновидностью дольника можно считать и русский гекзаметр.

## Примеры дольника
Я зажгла заветные свечи

И вдвоём, с ко мне не пришедшим,

Сорок первый встречаю год,

Но Господняя сила с нами,

В хрустале утонуло пламя

И вино, как отрава жжёт…
— Анна Ахматова, «Поэма без героя»

Его встречали повсюду

На улицах в сонные дни.

Он шёл и нёс своё чудо,

Спотыкаясь в морозной тени.
— Александр Блок